# Sulcus ocularis
Sulcus ocularis, sutura ocularis – szew obecny na głowie niektórych owadów.
Sutura ocularis to szew rzekomy puszki głowowej otaczający oko złożone. Ciągnie się równolegle do krawędzi oka. Po wewnętrznej stronie oskórka tworzy on okrągłą listewkę zwaną circumocular ridge.